# Dora Gaitskell, Baroness Gaitskell
Anna Dora Gaitskell, Baroness Gaitskell (Geburtsname: Anna Dora Creditor; * 25. April 1901 in Riga, Gouvernement Livland; † 1. Juli 1989 in Hampstead, London) war eine britische Politikerin der Labour Party, die 1964 als Life Peeress aufgrund des Life Peerages Act 1958 Mitglied des House of Lords wurde.

## Leben
Dora Creditor wanderte 1904 als Kleinkind mit ihren Eltern aus Lettland nach Großbritannien ein. Nachdem ihre 1921 geschlossene Ehe mit Isaac Frost, aus der ein Sohn hervorging, 1937 geschieden wurde, heiratete sie 1937 Hugh Gaitskell, der später Abgeordneter des House of Commons, Schatzkanzler und seit Dezember 1955 Vorsitzender der Labour Party war.
Nach dem frühen Tod ihres Ehemannes am 18. Januar 1963 wurde sie durch ein Letters Patent vom 23. Januar 1964 als Life Peeress mit dem Titel Baroness Gaitskell, of Egremont in the County of Cumberland in den Adelsstand erhoben und war somit bis zu ihrem Tod Mitglied des House of Lords, in dem sie sich der Fraktion der Labour Party anschloss. 1966 wurde ihr von der University of Leeds ein Ehrendoktor der Rechte (Hon. LL.D.) verliehen.
Daneben engagierte sich Baroness Gaitskell, die zeitweise Delegierte der Generalversammlung der Vereinten Nationen sowie Trustee in der Englisch-Deutschen Föderation (Anglo-German Federation) war, zwischen 1977 und 1989 im überparteilichen Komitee für Menschenrechte (All Party Committee for Human Rights).